# Ernst Höger
Ernst Höger (* 30. August 1945 in St. Veit an der Triesting, Niederösterreich; † 24. Dezember 2019 in St. Pölten) war ein österreichischer Politiker (SPÖ).

## Leben
Der gelernte Werkzeugmacher kam über die Gewerkschaftsbewegung in die Politik. Er war von 1978 bis 1980 Landessekretär der Gewerkschaft Metall-Bergbau-Energie.
Er wurde am 15. Jänner 2020 in Berndorf beigesetzt.

## Politik
Ernst Höger war von 1985 bis 1998 SPÖ-Landesparteiobmann von Niederösterreich, von 1979 bis 1980 Abgeordneter zum niederösterreichischen Landtag, von 1980 bis 1999 Landesrat für Gemeinde- und Wohnbauwesen und von 1986 bis 1999 Landeshauptmannstellvertreter.

## Auszeichnungen
- 1992 Ehrenbürger von St. Pölten
- 1999 Ehrenring des Landes Niederösterreich
- 2005 Straßenbenennung in seiner Heimat- und Stadtgemeinde Berndorf und in Hirtenberg
- 2005 Großes Goldenes Ehrenzeichen mit dem Stern für Verdienste um die Republik Österreich überreicht von Heinz Fischer[4]
- 2008 Ernst-Höger-Hof, Wohnhausanlage in Wiener Neustadt